# Устюжанин, Яков Маркович
Яков Маркович Устюжанин (1918, дер. Устюжанино, Алтайская губерния — 16 мая 1942, южнее дер. Отвидино в Старорусском районе Ленинградской области) — младший лейтенант, участник Великой Отечественной войны, Герой Советского Союза.

## Биография
Яков Маркович Устюжанин родился в 1918 году в деревне Устюжанино Алтайской губернии. Русский. Кандидат в члены партии. На фронте с июня 1941 года.
Младший лейтенант Яков Устюжанин командовал взводом 260-й отдельной разведывательной роты 188-й стрелковой дивизии 11-й армии, сражавшейся на Северо-Западном фронте.
В мае 1942 года советские войска предприняли попытку ликвидировать «рамушевский коридор», обеспечивавший подкреплением окружённую в районе Демянска группировку гитлеровских войск. 16 мая группа разведчиков проникла в немецкий тыл в районе Старая Русса — Взвад. Группа возвращалась с боевого задания, получив ценные сведения о расположении войск противника и захватив «языка», когда столкнулась с ротой фашистов южнее деревни Отвидино. Несмотря на численное преимущество противника, разведчики приняли бой и почти полностью истребили врагов. Прикрывая отход товарищей, Яков Маркович Устюжанин погиб.

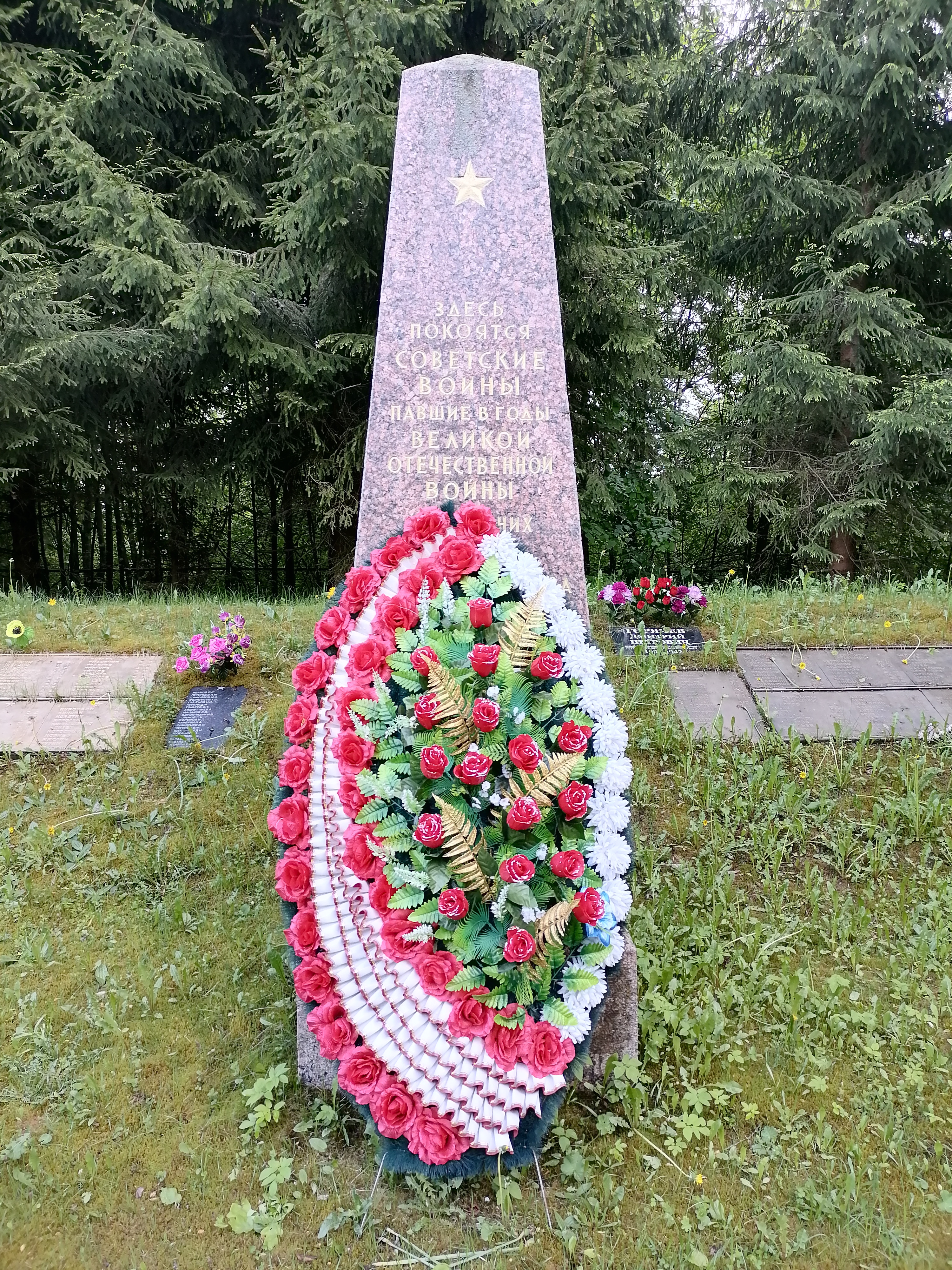
Могила Устюжанина

После окончания войны останки младшего лейтенанта Устюжанина были перенесены в братскую могилу на Симоновском кладбище в Старой Руссе, на могиле был установлен обелиск.
Указом Президиума Верховного Совета СССР «О присвоении звания Героя Советского Союза начальствующему составу Красной Армии» от 21 июля 1942 года за «образцовое выполнение боевых заданий командования на фронте борьбы с немецкими захватчиками и проявленные при этом отвагу и геройство» удостоен посмертно звания Героя Советского Союза.

## Память
- Именем Я. М. Устюжанина названы улицы:
  - в Старой Руссе Новогородской области;
  - в родном селе Устюжанино Ордынского района Новосибирской области[4];
  - в городе Первомайске Николаевской области, где располагалась 46 ракетная (188 стрелковая) Нижнеднепровская дивизия.
- Имя Героя увековечено:
  - на Аллее Героев у Монумента Славы[4];
  - в Ордынском мемориальном парке героев-земляков[4]
- Стела, посвященная Я.М. Устюжанину, находится на улице, названной его именем, в родном селе Устюжанино Ордынского района Новосибирской области.